# Macropathus huttoni
Macropathus huttoni är en insektsart som beskrevs av Kirby, W.F. 1906. Macropathus huttoni ingår i släktet Macropathus och familjen grottvårtbitare. Inga underarter finns listade i Catalogue of Life.